# SS Mia
SS Mia foi um navio de carga alemão. Foi construído por Howald Bros, Kiel, Alemanha. 
No dia 20 de agosto de 1931 teve uma explosão a bordo e afundou a 1 km em Faro, Portugal. Ela foi possuída desde 1930 por Paul Zoeke, Wilhelmshaven, Alemanha .